# Cantó de La Celle-Saint-Cloud
El cantó de La Celle-Saint-Cloud és un antic cantó francès del departament d'Yvelines, que estava situat al districte de Saint-Germain-en-Laye. Comptava amb 2 municipis i el cap era La Celle-Saint-Cloud.
Al 2015 va desaparèixer i el seu territori va passar a formar part del cantó de Le Chesnay.

## Municipis
- Bougival
- La Celle-Saint-Cloud

## Història
| Data d'elecció                           | Identitat            | Partit                     | Qualitat |
| ---------------------------------------- | -------------------- | -------------------------- | -------- |
| 1964-1981                                | Lucien-René Duchesne | Divers droite, després RPR |          |
| 1981-2011                                | Jean-Louis Gasquet   | RPR, després UMP           |          |
| 2004-                                    | Olivier Delaporte    | UMP                        |          |
| les dades anteriors no són pas conegudes |                      |                            |          |
|                                          |                      |                            |          |